# Enterprise Rent-A-Car
Enterprise Rent-A-Car – międzynarodowa wypożyczalnia samochodów działająca na terytorium obu Ameryk, Europy, Australii i niektórych krajów Afryki. Firma została założona w 1957 roku przez Jacka Taylora, a od 2012 roku jej właścicielem jest syn założyciela, Andrew C. Taylor. Enterprise jest też częścią koncernu Enterprise Holdings. Siedziba wypożyczalni mieści się w Stanach Zjednoczonych, w Clayton w stanie Missouri.

## Działalność firmy
Enterprise jest jedną z największych spółek prywatnych działających na terenie USA. Wynajmuje ponad 2 miliony samochodów i zatrudnia ponad 100 000 osób. Wypożycza samochody osobowe i ciężarowe, przeznaczone do celów prywatnych i biznesowych. Wypożyczalnie mieszczą się w wielu miastach na całym świecie, a także przy lotniskach. W Polsce Enterprise ma swoje punkty w 9 miastach, w Warszawie, Krakowie, Gdańsku, Poznaniu, Wrocławiu, Rzeszowie, Katowicach, Bydgoszczy i Radomiu.

## Nazwa firmy
Swą obecną nazwę wypożyczalnia zawdzięcza nazwie lotniskowca, na którym Taylor służył w czasie II wojny światowej, USS Enterprise. Pierwotnie firma nazywała się jednak Executive Leasing Company.

## Działalność dobroczynna
Enterprise jest jednym ze sponsorów UEFA. Poza tym aktywnie wspiera rozwój elektromobilności i zrównoważonego rozwoju. W imię tej idei w 2007 roku Enterprise jako pierwsza wypożyczalnia wdrożył program równoważenia swojego odcisku węglowego. W ramach swojej polityki ekologicznej firma realizuje między innymi kampanię sadzenia drzew oraz recykling galonów oleju silnikowego.